# Aleksandr Ielizàrov
Aleksandr Ielizàrov   (Districte de Sosnovoborski, 7 de març de 1952) és un biatleta rus, ja retirat, que va competir sota bandera de la Unió Soviètica durant la dècada de 1970.
El 1976 va prendre part en els Jocs Olímpics d'Hivern d'Innsbruck, on disputà dues proves del programa de biatló. Fent equip amb Ivan Byakov, Nikolay Kruglov i Aleksandr Tíkhonov guanyà la medalla d'or en la cursa del relleu 4x7,5 km, mentre en la dels 20 quilòmetres guanyà la de bronze.
En el seu palmarès també destaquen una medalla d'or i tres de plata al Campionat del món de biatló i dos títols nacionals. Posteriorment exercí d'entrenador.